# 創意寫作
創意寫作 創意寫作可以是任何寫作，以小說或非小說，任何跳出一般專業新聞、學術以及技術形式文學方式来创作文學作品。這個類別相關的作業包括大部分的長篇小說、史詩式作品、短篇小說及詩篇。螢幕以及舞臺寫作，電影劇本創作和戲劇劇本創作基本上都有他們各自的學習程序，但都可以放到創意寫作的界別當中。

## 概括
在教育大綱的某處，必須有鼓勵年輕的夢想以及想象。 學生必須被允許情感的抒發，而受到情感修養的教育。 為了這個人的靈性， 他羞怯的愛好必須被抽取出來。
創意寫作，技術上可以被理解為任何沒有剽竊成分的原創寫作。在這個情況下，寫作是被傳統的稱作文學的一個更當代，更過程主導的名稱，而且涵蓋各種文藝作品之類型。 專業寫作的行為，也不被排除在創意寫作之外――兩者可以同時進行。 MARY LEE MARKSBERRY 的《創作的基礎》中引用了PAUL WITTY 以及LOU LABRANT的《教育人類語言》對創意寫作的定義， 其記錄了：
|  | Witty and LaBrant…[創意寫作] 是一個於任何時間，構成任何種類的寫作， 主要應用于如下需要︰ 1. 對特定經歷保存記錄， 2. 與其他有興趣的人分享經歷， 3. 以及對個人身心健康有所貢獻的自由表達。 |

## 學術界的創意寫作
創意寫作，與教育學生構建文章在語言規則基礎上的寫作班有所不同，其焦点在于學生的自我表達。通常，創意寫作作為教育課程，是在舞臺上進行的。如果不進行為期12年的教育，最精煉的創意寫作教育可能僅限於大學。在許多戰後重新開放的大學中，對創意寫作的重視日益凸顯。正當創意寫作開始初露頭角時，
|  | 在文學史上第一次的悲哀與迷人，世界史上第一次的榮耀與恐懼之際，文學作者受到大學的歡迎。如果思想可以在那個地方得到榮譽，為什么想象力不可以呢？ |

### 教育方案
創意寫作方案基本適用於高中水平的作者，甚至大學畢業生。這些方案傳統上與學院的英語部門聯繫在一起，但近來這種聯繫不斷受到質疑，創意寫作逐漸脫離，成為一個獨立的領域。大部分創意寫作本科學位是藝術學士學位（BFA）。有些人繼續深造，獲得創意寫作的藝術碩士學位，這是該領域的最高級別學位。現在是創意寫作領域博士學位變得更加流行的時機，因為越來越多的作者試圖建立跨越學術研究和藝術追求之間的橋樑。創意寫作作者通常專注於小說或詩歌創作。然後，根據其專業重點，他們選擇相應的文學課程，並參加工作室，制定課程表，旨在強化其技能和技巧。儘管他們各自有專攻電影或舞臺的學習計劃，但電影劇本創作和戲劇劇本創作課程越來越受歡迎，這歸因於創意寫作試圖更接近電影和戲劇課程以及英語課程。創意寫作學生被鼓勵參與課外寫作活動，如社會刊物、學校文學雜誌或新聞、寫作比賽、寫作群體或集會，以及延伸課程等。

### 教室之中
創意寫作通常採取工作室形式，較少使用講座形式。在工作室中，學生通常將初稿交給同學評論。在寫作和重寫過程中，同學們一起建立一個寫作模式。一些課程教授的是開發的手段，或者引發潛在創意或技術的問題，如編輯、結構技巧、文學作品類型、隨機創造或作者障礙的移除。一些知名作家，例如迈克尔·查本、石黑一雄、迪希昂贝·琼斯、伊恩·麦克尤恩、罗斯·特雷梅因，以及备受推崇的编剧，如大卫·贝尼奥夫、达伦·斯塔和彼得·法瑞利，都取得了創意寫作學位。

### 學術界的爭議
創意寫作雖然在世界各地以各種語言教授，但在學術界（尤其是美國），被視為英語修養的一部分。英語修養傳統上被視為學習評論性文學形式，而不是創造性文學形式。一些學者認為創意寫作挑戰了這一傳統。在英國、澳大利亞以及越來越多的美國和其他地區，越來越多的人認為創意寫作是個人修養，而不是從其他方面衍生出來的修養。有人認為，認為創意寫作課程是英語修養的一部分或者分支的人，是在辯論創意寫作經驗的學術價值。他們爭論著，創意寫作不能夠磨練學生清晰表達思想的能力。更進一步的說，有人認為，創意寫作只是有限地繼承了文學詞彙的深度和結構的研究，這樣就不能夠利用自己的文章促進自己進步。這些關鍵的分析技巧更深入地應用於創意寫作範疇之外的其他文學學習。事實上，創意寫作的過程是將原始想法通過深入雕琢，使其更具洞察力，有人認為這是創造性解決問題的一種經歷。同樣地，也有人認為，在學術範疇中，“創意寫作”一詞包含了“創意閱讀”，即以創意的方式閱讀看似沒有創造性的內容。這個概念的擴展在重新賦予其意義的過程中更深入地提出了“尋找”具有文學價值的材料的概念。例子包括學生將詩歌理解為組裝生產的方向。

## 創意寫作的形式
- 短篇小說
- 中篇小說
- 長篇小說
- 史詩
- 詩歌
- 螢幕劇本創作
- 劇作/戲劇
- 自傳/回憶錄
- 非虛構創作
- 微型小說
- 協同寫作

## 並見
- 場景創作
- 作者
- 讀書報告
- 創意
- 說明文寫作
- 小說寫作
- 文學
- 第一身陳述
- 作家瓶頸
- 寫作
- 寫作週期
- 寫作風格

## 指引
1. ↑  Johnson, Burges and Syracuse University. "Creative Writing"; Inferences Drawn from an Inquiry Now being Carried on at Syracuse University Under the Direction of Burges Johnson, Litt.D., and Helene Hartley, Ph.D., into the Effectiveness of the Teaching of Written Composition in American Colleges. (Syracuse: Syracuse university, 1934), 7.
2. ↑  Marksberry, Mary Lee. Foundation of Creativity. Harper's Series on Teaching. (New York ; London: Harper & Row, 1963), 39.
3. ↑  Engle, Paul. "The Writer and the Place." In A Community of Writers: Paul Engle and the Iowa Writers' Workshop, edited by Robert Dana, 2(Iowa City: University of Iowa Press, 1999).

- Everett, Nick. 2005. Creative Writing and English. The Cambridge Quarterly. 34 (3):231-242.

## 外部連結
- creative-writing-techniques.com
- Poets & Writers Homepage--articles & interviews （页面存档备份，存于）
- Creative Writing Links[永久]
- . Adult Learning Resources. Victoria and Albert Museum.   [2009-06-30]. （原始内容存档于2009-05-03）.
- MFA Connect - Creative writing magazine written by MFA students